# Ota Šik
Ota Šik, též Otto Schick(11. září 1919 Plzeň – 22. srpna 2004 St. Gallen, Švýcarsko) byl český ekonom a politik pražského jara, člen ÚV KSČ. Známým se stal jako tvůrce hospodářských reforem označovaných později jako „třetí cesta“.

## Život
Ota Šik se narodil do česko-židovské rodiny. Reálku (Staatsrealschule) navštěvoval v Teplicích-Šanově. Po ukončení školy pracoval ve firmě Eriksson a později ve společnosti Matador v Praze. V roce 1933 se rozhodl studovat malířství, ale školu již následující rok opustil a pokračoval pouze ve večerních kurzech. V rámci Národního hnutí pracující mládeže se po okupaci Československa zapojil do odbojové činnosti. V roce 1940 vstoupil do ilegální KSČ. V roce 1941 byl zatčen gestapem (podle norimberských zákonů byl žid) a do konce války byl vězněn v koncentračním táboře Mauthausen. Protože uměl německy a těsnopis, získal pracovní zařazení jako zapisovatel a pomohl několika vězňům zachránit život. Po válce působil jako pracovník KV KSČ a ÚV KSČ v Praze. V roce 1947 absolvoval Vysokou školu politickou a sociální a roku 1949 Ústřední politickou školu KSČ.
V letech 1951 až 1962 přednášel na Vysoké škole stranické při ÚV KSČ. V roce 1961 se stal ředitelem Ekonomického ústavu ČSAV, v roce 1962 byl zvolen do Ústředního výboru KSČ, v dubnu 1968 se stal místopředsedou vlády. V rámci svých funkcí se zabýval přípravou hospodářských reforem. Již v roce 1964 řídil státní a stranickou komisi pro hospodářské reformy, po zvolení místopředsedou vlády se stal koordinátorem reforem.
Po ztroskotání dlouho plánované ekonomické reformy, v období pražského jara, emigroval do Švýcarska. Od roku 1970 pracoval jako pedagog v Basileji a Manchesteru a později jako profesor ekonomie na Vysoké škole hospodářských a sociálních věd v St. Gallenu ve Švýcarsku.
Profesor Ota Šik se zabýval svoji ekonomickou teorií i na univerzitě v St. Gallenu. Celý život se snažil najít třetí cestu mezi kapitalismem a centrálním plánováním. Přál si „sociálně spravedlivé tržní hospodářství s ekologickými cíli“. V roce 1990 vyjádřil své myšlenky v rakouském týdeníku Profil.
Po listopadu 1989 byl pozván místopředsedou federální vlády Valtrem Komárkem k jednání o ekonomických reformách, působil i jako poradce prezidenta Václava Havla.
K jeho zálibám patřilo malování obrazů. Se studiem začal již v mládí, ale dal přednost ekonomice. V důchodu, po roce 1992, se pak věnoval již jen malování, zejména krajinomalbě a ateliérové figurální malbě. Převážnou část své tvorby věnoval olejovým technikám. Ztvárňoval většinou přírodní zákoutí a pohledy. V devadesátých letech se v Praze uskutečnily jeho dvě retrospektivní výstavy. Vystavoval i ve Švýcarsku, mj. v Curychu.
Syn Jiří Polák (divadelník, filmař, výtvarník) (1948– 2014) byl v roce 1980 vyhoštěn z Československa a žil v Berlíně. Druhý syn Miroslav Šik, narozený roku 1953, je známý švýcarský architekt a profesor na ETH v Curychu.
Zemřel po dlouhé nemoci 22. srpna 2004 ve Švýcarsku.

### Ekonomická reforma
V roce 1949 se Ota Šik podílel na likvidaci české předválečné ekonomické školy, reprezentované např. Karlem Englišem, propagoval totalitní plánování podle vzoru Sovětského svazu. V 50. letech přednášel na vysoké škole Stalinovu ekonomickou teorii. Ještě v roce 1959 odmítal jugoslávskou decentralizovanou ekonomiku jako nemarxistickou. Ale již v roce 1961 se jako ředitel Ekonomického ústavu ČSAV a ještě v době silné izolace snažil navázal kontinuitu mezi českou ekonomickou vědou a zahraničím. Jako první v tehdejším socialistickém Československu začal přijímat myšlenky západní ekonomické teorie. Českoslovenští ekonomové začali jezdit za poznatky do zahraničí.
Jako ředitel Ekonomického ústavu měl Šik přehled o československé ekonomice. Druhá pětiletka ani třetí nepřinesly očekávané výsledky. Šik záhy poznal, že země se ocitá v krizi právě kvůli ekonomickému vedení padesátých let. S týmem spolupracovníků Ekonomického ústavu se začali teoreticky zabývat možnostmi zefektivnění hospodářství prostřednictvím zapojení tržních prvků do centrálně plánované ekonomiky. Navrhované změny zahrnovaly např. jednotné daně pro podniky nebo postupné odstátnění podniků a povolení drobného podnikání, o cenách neměla rozhodovat pouze strana, respektive vláda.
K prosazování reformy Šikovi v počátku pomohl (v době pražského jara již „stará struktura“ – prezident a první tajemník ÚV KSČ) Antonín Novotný. Znali se z doby strávené za války v koncentračním táboře. V rámci ÚV KSČ prosadil Novotný vytvoření expertní skupiny, která by pracovala na konceptu reformy, i přes protikladný postoj komunistické strany vůči reformě (konzervativní představitelé KSČ se obávali, že se jedná o skrytý návrat kapitalismu). Sice se jí nelíbil ústup od centrálního plánování, ale na druhé straně realisticky viděla potřebu změn, vyplývajících z aktuálního stavu československého hospodářství. Po řadě úprav byl koncept schválen v září 1964. Socialistická ekonomika se měla vylepšit ukončením plánování „všeho“ – výdajů, tržeb, zisků a zásob, stát by určoval pouze „obecné ekonomické podmínky“.
Na počátku roku 1968 se Ota Šik stal místopředsedou vlády pro ekonomiku. V podnicích se tvořily „rady pracujících“, které měly podniky (spolu)řídit, byly složeny ze zaměstnanců, odborníků a třetinu jmenovaly státní orgány. Šikova reforma mohla vést k růstu socialistické ekonomiky. První polovina 70. let patřila mezi poslední období rozvoje československého hospodářství během trvání komunistického režimu. Limity reformy byly zásadní, nepočítala s obnovou kapitálového trhu. Pouze v létě 1968 se plánovala obnova drobného živnostenského podnikání, a to jen velmi omezeně. Velké investice měl nadále plánovat stát.
Stát se po srpnu 1968 vrátil k centrálně řízené ekonomice. Realizována byla jen část reforem, které bylo možno ovládat centrálně. Ota Šik jako emigrant se stal pouze pomlouvanou osobou v Československém rozhlasu.

## Dílo (výběr)
- Argumente für den Dritten Weg. Hamburg: Hoffmann und Campe Verlag, 1973.
- Czechoslovakia: the bureaucratic economy. London: Routledge, Taylor & Francis Group, 2018. ISBN 978-1-138-03806-6.
- Ein Wirtschaftssystem der Zukunft. Berlin: Springer, 1985. ISBN 3-540-15137-0.
- Ekonomické reformy a demokratizace. Köln: Index, [1987].
- Ekonomický růst, nerovnováhy a hospodářská politika. 1. vyd. Ostrava: Litera Nova, 1991. ISBN 80-901081-0-5.
- Ekonomika zájmy politika: jejich vzájemné vztahy do socialismu. Praha: Nakladatelství politické literatury, 1962.
- For a Humane Economic Democracy. New York: Praeger Publishers, 1985. ISBN 0-03-064186-1.
- Humane Wirtschaftsdemokratie: ein Dritter Weg. Hamburg: Knaus, 1979. ISBN 3-8135-0941-9.
- Jarní probuzení - iluze a skutečnost. 2. vyd., (V MF 1. vyd.). Praha: Mladá fronta, 1990. ISBN 80-204-0208-X..
- K problematice socialistických zbožních vztahů. 2. vyd. Praha: Nakladatelství Československé akademie věd, 1965.
- Plán a trh za socialismu. Vydání třetí. Praha: Academia, nakladatelství Československé akademie věd, 1968.
- The communist power system. New York: Praeger, [1981].
- The Third Way: Marxist-Leninist Theory and Modern Industrial Society. 1. Ed. London: Wildwood House, 1976.
- Treći put: Marksističko-lenjinistička teorija i moderno društvo. Zagreb: Globus, 1983.